# 岸みゆ
岸 みゆ（きし みゆ、2001年（平成13年）2月13日 - ）は、日本のアイドル、グラビアアイドル、モデル。女性アイドルグループ・#ババババンビのメンバー。埼玉県出身。ゼロイチファミリア所属。ニックネームは「きしみゆ」。

## 略歴
- TikTokのうどんを食べている動画をきっかけに芸能界に入る[3]。
- 2020年1月、ゼロイチファミリア初のアイドルユニット「#ババババンビ」に加入[4]。
- 2020年5月に行われたサキドルエースSURVIVALSEASON10でLINE LIVEポイント1位に輝く。
- ゼロイチファミリアの2022年イメージビジュアルに参加[5]。
- 2022年10月31日発売の週刊プレイボーイで、念願の週刊プレイボーイでの初表紙を飾った[6]。

## 人物
- 趣味はドラマ、映画鑑賞[1]。
- 特技は歌、書道[1]。
- 好きな食べ物はお肉、アイス、ラーメン[7][8]。
- #ババババンビでの担当カラーは赤。ポニーテールに大きなリボンが目印[9]。
- 将来の目標は、#ババババンビとして武道館に行くこと[10]。
- 天然釣り師とよく言われる[11]。
- 低身長がコンプレックスであり、かつては「145cmじゃ雑誌のお仕事は厳しい」と言われたこともあった[12]。

## 出演

### テレビ番組
- #SESSION（2021年2月15日、中京テレビ・YouTube）

### ウェブ番組
- 矢口真里の火曜The NIGHT（2021年3月23日、AbemaTV）

### 雑誌
- 週刊プレイボーイ（集英社）
  - 50号（2019年12月2日）[7]
  - 14号（2021年3月22日） - Book in Book「十湊岸」十味、水湊みおと共演[13]
  - 23号（2021年5月24日）[14]
  - 11号（2022年2月28日）[15]
  - 46号（2022年10月31日）[16] 表紙、巻頭カラー、ＤＶＤ
- アップトゥボーイ vol.302（2021年4月23日 - 、ワニブックス）
- B.L.T. 7月号（2020年5月23日、東京ニュース通信社） - 今こそゼロイチ
- 週刊ヤングジャンプ（2021年7/1号No.29、集英社） - 表紙、巻頭、巻末グラビア
- 魁!!ゼロイチ学園ビジュアルブック エンタメ（2021年10月号増刊、徳間書店） - ゼロイチジャック号
- ヤングガンガン No.20（2021年10月1日、スクウェア・エニックス） - 巻末グラビア
- グラビアザテレビジョン（KADOKAWA）
- ビッグコミックスペリオール（2022年1月28日号No.853、小学館） - 表紙、巻頭グラビア「スペリオール・ヒロイン×ゼロイチファミリア 4大コスプレ」（『永世乙女の戦い方』より 早乙女香）

### 舞台
- 舞台「宇宙よりも遠い場所」（2023年）三宅日向 役[17]
- 「ネコたん！弐 ぷらす 〜猫町怪異奇譚〜」仮面遊戯殺猫事件（2025年公演予定）迷路ソマリ 役[18]

## 作品

### 書籍
- #ババババンビ アートブック 岸みゆ×Takeo Dec. DOLCE DOLCE DOLCE（2022年4月、小学館、ISBN 978-4-09-682397-2）
- IDOL AND READ 029「ゼロからの馬鹿騒ぎ」（2022年1月12日、シンコーミュージック・エンタテイメント、ISBN 978-4-40-177208-7）

### 写真集
- tinto(ティント)（2024年11月13日）[19]

### デジタル写真集
- イメチェン？（2022年2月、集英社、撮影：カノウリョウマ）[20]

- もっともっと。（2022年5月、集英社、撮影：東京祐）[21]

- 岸みゆ劇場 日本一可愛くて個性的な美人三姉妹（2022年6月、集英社、撮影：横山マサト）[22]

- SURPRISE!!（2022年10月、集英社、撮影：前康輔）[23]

- 岸みゆは、岸みゆだから。（2023年5月12日、主婦の友社）[24]

- みゆフェチ（2024年1月22日、集英社、撮影：大辻隆広）[25]

- ブルー・メモリーズ（2024年4月24日、イマジカインフォス）[26]